# Karim Alami
Karim Alami (in arabo كريم علمي‎?; Casablanca, 24 maggio 1973) è un ex tennista marocchino.

## Biografia
Divenne professionista nel 1990.  Giocatore destrimane, vinse due tornei in singolare, Palermo e Atlanta, entrambi nel 1996. Raggiunse la posizione migliore nella classifica ATP il 21 febbraio 2000 quando fu 25º del mondo. Rappresentò il suo Paese alle Olimpiadi in singolare per due volte: nel 1992 a Barcellona, dove venne subito sconfitto dal futuro vincitore, lo svizzero Marc Rosset, e nel 2000 a Sydney, dove riuscì ad arrivare ai quarti di finale.

## Tornei vinti in singolare
| Nº | Data              | Torneo                                        | Superficie  | Avversario in finale | Risultato      |
| -- | ----------------- | --------------------------------------------- | ----------- | -------------------- | -------------- |
| 1. | 29 aprile 1996    | Verizon Tennis Challenge, Atlanta             | Terra rossa | Nicklas Kulti        | 6-3 6-4        |
| 2. | 23 settembre 1996 | Campionati Internazionali di Sicilia, Palermo | Terra rossa | Adrian Voinea        | 7-5 2-1 ritiro |